# Liste der Universitäten und Hochschulen in Portugal
Dies ist eine Liste der Universitäten und Hochschulen in Portugal:

## Staatliche Universitäten
| Universität                               | Gründungsjahr | Studentenzahl |
| ----------------------------------------- | ------------- | ------------- |
| Universität Coimbra                       | 1290          | 24.815 (2018) |
| Universität Évora                         | 1559/1973     | 10.496 (2018) |
| Universität Porto                         | 1836/1911     | 30.898 (2018) |
| Universität Lissabon                      | 1911          | 47.844 (2018) |
| Universität Aveiro                        | 1973          | 13.675 (2018) |
| Neue Universität Lissabon                 | 1973          | 19.867 (2018) |
| Universität Minho                         | 1973          | 19.500 (2018) |
| Universität der Algarve                   | 1976          | 10.000 (2008) |
| Universität der Azoren                    | 1976          | 4.315 (2014)  |
| Universität Beira Interior                | 1979          | 7.110 (2018)  |
| Universität Trás-os-Montes und Alto Douro | 1986          | 7.264 (2013)  |
| Universität Madeira                       | 1988          | 3.139 (2018)  |
| Universidade Aberta                       | 1988          | 13.170 (2013) |

## Private Universitäten
- Atlantik-Universität Lissabon
- Autonome Universität Lissabon
- Internationale Universität Lissabon
- Katholische Universität Portugal
- Universität Fernando Pessoa Porto
- Universität Lusíada Lissabon
- Universität Lusófona Lissabon
- Universität Lusófona do Porto
- Universität Portucalense Porto
- Institut für Hochschulstudien Fafe
- Universitätsinstitut Maia

## Staatliche Polytechnische Institute
- Polytechnisches Institut Beja  in Beja (Portugal)
- Polytechnisches Institut Bragança  in Bragança
- Polytechnisches Institut Castelo Branco  in Castelo Branco
- Polytechnisches Institut Cávado e do Ave  in Cávado
- Polytechnisches Institut Coimbra  in Coimbra
- Polytechnisches Institut Guarda  in Guarda
- Polytechnisches Institut Leiria  in Leiria
- Polytechnisches Institut Lissabon  Lissabon
- Polytechnisches Institut Portalegre  in Portalegre
- Polytechnisches Institut Porto  in Porto
- Polytechnisches Institut Santarém  in Santarém
- Polytechnisches Institut Setúbal  in Setúbal
- Polytechnisches Institut Tomar  in Tomar
- Polytechnisches Institut Viana do Castelo  in Viana do Castelo
- Polytechnisches Institut Viseu  in Viseu